# Grana Padano
Grana padano é um queijo italiano típico da Planície Padana, mas da margem norte do rio Pó, enquanto que o Parmigiano-Reggiano é a seu contraparte da margem sul. Ambos têm Denominação de Origem Protegida, são feitos com leite de vacas criadas localmente, de cura longa (pelo menos um ano) realizada em ambiente arejado e podem ser consumidos tanto em fatias, como antepasto ou no fim da refeição, ou ralados para serem usados noutros cozinhados; são queijos semigordos, de pasta dura e finamente granulosa depois da cozedura.
As características organolépticas dos dois “queijos-irmãos” são diferentes, para além do preço: o Parmigiano é mais caro que o Grana, possivelmente por a produção de Grana Padano ser maior que a do Parmigiano; para além disso o Parmigiano é mais salgado, o que pode ser devido não só ao método de produção, mas também a diferenças na qualidade dos pastos e na própria alimentação das vacas que, no caso do Parmigiano, inclui o mesmo leite.

## Preparação
O termo “grana” significa “granuloso”, que é uma das caraterísticas deste queijo que aparentemente surgiu há cerca de 1000 anos, no vale do Pó, como forma de conservar o leite que não tinha sido ainda usado. Até 1954, o Grana era produzido em varias áreas da planície padana, com nomes como “Grana Lodigiano”, “Emiliano”, “Lombardo” e outros, até ser “unificado” com o nome atual por uma lei do governo italiano. Mais tarde, em 1996, o Grana Padano produzido naquela região da Itália foi consagrado como um produto com Denominação de Origem Protegida pela Comissão Europeia.
Este queijo é preparado com leite cru (não pasteurizado) proveniente de, no máximo, duas mungiduras diárias, que se deixa descansar para que a nata se separe do leite, após o que é retirada manualmente; todo o processo de preparação do queijo só pode ser feito em queijarias autorizadas pela entidade certificadora. O Grana Padano pode ser feito durante todos os meses do ano, bastando que o leite seja proveniente de vacas alimentadas nos pastos locais, ou com penso composto pela forragem natural conservada, nos meses em que o gado tem de ser recolhido a estábulos. Depois da desnatação parcial, o leite é deitado em caldeirões especiais, numa quantidade máxima suficiente para dois queijos (cada queijo tem um mínimo de 24 kg); junta-se a este leite soro proveniente da preparação anterior (que normalmente terá sido no dia anterior) e aquece-se até 31-33 ºC, quando se junta coalho de vitelo; a temperatura é aumentada para 53-56 ºC e a mistura agitada mecanicamente para ajudar a separar a coalhada do soro, durante 30-70 minutos, quando se diminui de novo a temperatura, e se deita nas formas de caseína.
Passados dois dias, o queijo já assumiu a forma cilíndrica e coloca-se numa salmoura, onde vai ficar entre 16 e 25 dias. Tirado da salmoura, o queijo passa para uma estufa para secar e daí é transferido para a câmara de ambiente controlado onde vai curar; durante o longo período da cura (um mínimo de 16 meses), os queijos são limpos e virados de 15 em 15 dias, numa operação tradicionalmente manual, mas modernamente com a ajuda de máquinas robotizadas. A certa altura, cada queijo é examinado com instrumentos tradicionais: o martelinho, a agulha e a sonda, numa operação chamada “battitura”. O martelinho, de fabrico bem balanceado, permite aos especialistas detetar falhas na massa, seja na forma de “olhos”, ou seja, espaços com uma composição diferente, ou mesmo de roturas, causadas por uma fermentação defeituosa, a “spaccatura”; a agulha, longa e construída em espiral, permite também detetar esses defeitos e também retirar uma pequena quantidade para se avaliar o cheiro e o sabor da pasta; estas operações de avaliação não causam nenhum dano ao queijo mas, em último caso, pode ser necessário usar a sonda para retirar uma amostra com cerca de um cm de diâmetro e 7-8 cm de comprimento, que permite verificar se existem ou não efeitos na massa e avaliar a sua cor, elasticidade e sabor.
A última operação que o Grana Padano sofre antes de ser entregue aos clientes, é a marcação a fogo de símbolos da sua origem e qualidade na superfície. A marca principal é a indicação do tempo de cura de cada queijo: um losango com a inscrição GRANA PADANO no centro e as letras G e P por cima e por baixo dessa inscrição; esta marca indica que o queijo esteve a curar durante o tempo regulamentar. As outras duas marcas que podem ser gravadas no queijo indicam se aquele exemplar esteve a curar entre 16 e 20 meses, uma inscrição “OLTRE 16 MESI”, ou uma marca em círculo com a palavra RISERVA no centro e as frases “OLTRE 20” “MESI”, respetivamente por cima e por baixo. A outra marca importante é o trevo-de-4-folhas que certifica que aquele queijo é realmente DOP e que inclui a indicação da província e da queijaria donde provém; a marca de origem é gravada na placa de caseína que serviu de molde, contem a palavra GARANTITO e um código que permite conhecer toda a história daquele queijo; finalmente, toda a superfície lateral do queijo é marcada com pequenos losangos e alternadamente GRANA e PADANO, para que quem compre um pedaço de queijo “legítimo” possa ter assim a prova.